# Іспанський хрест
Іспанський хрест (нім. Spanienkreuz) — відзнака для німців, що брали участь в Громадянської війні в Іспанії (липні 1936 — березні 1939); заснований 14 квітня 1939.

## Історія
Під час громадянської війни в Іспанії 1936-39 років, німецькі військові та цивільні фахівці служили в легіоні «Кондор», що воював на стороні генерала Франко проти іспанських лівих. Легіон, який діяв в Іспанії з листопада 1936 року, складався з бомбардувального полку, винищувального полку, розвідувальної ескадрильї, батальйону зенітної артилерії, батальйону зв'язку, транспортного батальйону та батальйону постачання. У легіоні також було танковий підрозділ, в якому німецькі інструктори навчали іспанські танкові екіпажі.
Оскільки в легіоні фактично проходили бойові випробування нових моделей літаків, в «Кондорі» було велике число цивільних технічних фахівців.

## Ступені ордена
Іспанська хрест май чотири ступені — бронзовий, срібний, золотий та золотий з діамантами.
Бронзові та срібні хрести були двох категорій — з мечами (для військових, які брали участь в бойових діях) і без мечів (для тих хто служив в допоміжних підрозділах, медперсоналу та цивільних осіб).
Золотими та золотими з діамантами хрестами (з мечами) нагороджувалися лише особи, що брали участь у бойових діях.

## Сучасний статус
Відповідно до закону Німеччини про порядок нагородження орденами та про порядок носіння від 26 липня 1957 року (нім. Gesetz uber Titel, Orden und Ehrenzeichen) носіння Іспанського хреста забороняється у будь-якому вигляді.

## Кількість нагороджених
- Бронзовий хрест без мечів — отримали 7.869 осіб (нагороджувалися всі, що пробули в Іспанії не менше трьох місяців);
- Срібний хрест без мечів — 327 (за особливі заслуги);
- Бронзовий хрест з мечами — 8.462 (за участь у бойових діях);
- Срібний хрест з мечами — 8.304 (за тривалу участь у бойових діях);
- Золотий хрест з мечами — 1.126 (за особливі заслуги у бойових діях);
- Золотий хрест з мечами та діамантами — 28 (за вищі досягнення в бойових діях або за командування на вищому рівні). Нагороджені троє, що послідовно командували легіоном — генерали Шперле, Фолькман, фон Ріхтгофен, командир танкового підрозділу легіону полковник фон Тома і 24 льотчика:

лейтенанти
- Вільгельм-Петер Бодде (Wilhelm-Peter Boddem),
- Оскар Генріці (Oskar Henrici),
- Гайнц Рунце (Heinz Runze),
- Пауль Фельгальбер (Paul Fehlhalber);

обер-лейтенанти
- Ганс-Детлеф фон Кессель (Hans-Detlef von Kessel),
- Вільгельм Бальтазар (Wilhelm Balthasar),
- Отто Бертрам (Otto Bertram),
- Вільгельм Енсслен (Wilhelm Ensslen),
- Адольф Галланд (Adolf Galland),
- Вальтер Езау (Walter Oesau),
- Райнгард Зайлер (Reinhard Seiler),
- Крафт Ебергардт (Kraft Eberhardt),
- Граф Макс фон Гойос (Max Graf von Hoyos),
- Карл Менерт (Karl Mehnert),
- Бернхард Штерке (Bernhard Stärcke);

капітани
- Гарро Гардер (Harro Harder),
- Гюнтер Лютцов (Günther Lützow),
- Вернер Мьольдерс (Werner Mölders),
- Вольфганг Шелльманн (Wolfgang Schellmann),
- Йоахім Шліхтінг (Joachim Schlichting),
- Барон Рудольф фон Моро (Rudolf Freiherr von Moreau),
- Вольфганг Нойдорфер (Wolfgang Neudörferr),
- Мартин Гарлінгхаузен (Martin Harlinghausen),
- Карл-Гайнц Вольф (Karl-Heinz Wolff);

Також був заснований Почесний хрест легіону «Кондор» (зменшена копія бронзового хреста з мечами), вручається найближчим родичам німців, загиблих в Іспанській війні. Всього було вручено 315.